# Сараевская фондовая биржа
Сараевская фондовая биржа (Sarajevska berza) - фондовая биржа в Сараево, Босния и Герцеговина. Была основана в сентябре 2001 года. 

## Деятельность
С момента начала торговли ценными бумагами в 2002 году капитализация рынка ценных бумаг выросла в 20 раз и достигла к концу 2005 года 3,3 млрд евро.